# Poznań Podolany
Poznań Podolany – przystanek kolejowy w Poznaniu (dzielnica Podolany), leżący na szlaku kolejowym Piła – Poznań.

## Ruch pasażerski
| Rok  | Wymiana pasażerska na dobę |
| ---- | -------------------------- |
| 2017 | –                          |
| 2022 | 150-199                    |

## Historia
Spółdzielnia Osadnicza Kolejowa (budująca osiedle kolejarskie na Podolanach) wystąpiła z petycją do władz kolejowych o budowę przystanku na linii do Obornik, który umiejscowiony został na wysokości ul. Krynickiej (obecne piesze przejście do ul. Owidiusza). Budowę rozpoczęto w 1931 (dwa perony, poczekalnia i kasa) wykorzystując m.in. zatrudnienie bezrobotnych. Przystanek o nazwie Poznań Golęcin otwarto w 1932 (potem przemianowano go na Poznań Podolany). Zlikwidowany został w 1987.
Zgodnie ze „Studium uwarunkowań i kierunków zagospodarowania przestrzennego miasta Poznania”, znowelizowanego w 2008 roku, zaplanowano reaktywowanie przystanku i budowę tuneli dla pieszych. W ramach prowadzonego projektu „Modernizacja linii kolejowej nr 354 Poznań Główny POD – Chodzież – Piła Główna w ramach Wielkopolskiego Regionalnego Programu Operacyjnego na lata 2014-2020” w latach 2018-2020 przystanek kolejowy został odtworzony. Jego uruchomienie nastąpiło 15 grudnia 2019.